# Champ-Haut
Champ-Haut (ʃɑ̃.oⓘ) es una población y comuna francesa, situada en la región de Baja Normandía, departamento de Orne, en el distrito de Argentan y cantón de Le Merlerault.

## Demografía
| 96 | 69 | 62 | 59 | 55 | 54 |
| Para los censos de 1962 a 1999 la población legal corresponde a la población sin duplicidades (Fuente: INSEE [Consultar]) |    |    |    |    |    |